# Dreaming No. 11
Dreaming #11 è un EP di Joe Satriani, pubblicato come EP nel 1988.
Contiene solo quattro tracce, delle quali tre registrate dal vivo ed una in studio.

## Tracce
Tutti i brani sono di Joe Satriani.
1. The Crush of Love - 4:20
2. Ice 9 - 3:58 [Live]
3. Memories - 8:46 [Live]
4. Hordes of Locusts - 5:08 [Live]

## Formazione
- Joe Satriani - chitarra
- Stuart Hamm - basso
- Jonathan Mover - batteria